# The Gosdin Brothers
The Gosdin Brothers was een Amerikaans countrymuziekduo, bestaande uit de broers Vern (1934–2009) en Rex (1938–1983). De carrière van de Gosdin Brothers is bijna onlosmakelijk verbonden met The Byrds.

## Geschiedenis
De muzikale carrière van Vern en Rex begon in de familieband The Gosdin Family. Na een mislukte poging als solozanger, werkte Vern eind jaren 1950 samen met zijn jongere broer Rex. Een eerste, onbeduidende single werd geproduceerd in Nashville (Tennessee). De broers verhuisden met hun families naar Californië, waar ze werden opgenomen in het bluegrass-circuit. Eerst sloten ze zich aan bij de Golden State Boys onder leiding van banjospeler Dom Parmley. Even later voegde mandolinespeler Chris Hillman zich bij hen. Ze werden begeleid door Jim Dickson, de toekomstige manager van The Byrds. Om mee te kunnen doen aan de opkomende folkgolf veranderde Dickson het imago en de naam van de band. De jonge Hillman werd opgebouwd als geïdentificeerd figuur, de bandnaam werd veranderd in The Hillmen, die tot 1964 bij elkaar leven. Chris Hillman trad vervolgens toe tot de Byrds als stichtend lid. Vern Gosdin, de veel meer getalenteerde van de twee broers, kreeg ook een aanbod, maar weigerde. Hij gaf er de voorkeur aan om met Rex door te gaan als het duo The Gosdin Brothers (maar hij was betrokken bij verschillende Byrds studio-opnamen).
Terwijl The Byrds een wereldcarrière begonnen, moesten de Gosdins door de clubs worstelen om te overleven. Hoewel ze meerdere keren met de supersterren verschenen, konden ze niet profiteren van de populariteit die ze op deze manier hadden verworven. Ze waren gewoon te oud voor het ontwakende circuit in Californië. Er werden een paar singles geproduceerd (waarvan sommige met Chris Hillman), maar die werden slecht verkocht. In 1966 stapte Gene Clark uit The Byrds. The Gosdins leverden ook enkele bijdragen aan zijn eerste soloalbum. Om de broers en zussen te promoten, besloot Jim Dickson dat het album onder de naam Gene Clark with the Gosdin Brothers zou worden uitgebracht.
In 1967 scheidden ze zich af van Jim Dickson na muzikale verschillen. Onder hun nieuwe producent Gary S. Paxton werd de single Hangin ’On opgenomen, waarmee #37 in de countryhitlijst werd behaald. 1968 volgde het ambitieuze album Sounds of Goodby, waarin Gram Parsons en Clarence White, ook twee toekomstige Byrds, speelden. Het album werd slechts halfslachtig gepromoot door de platenmaatschappij en werd slecht verkocht. Na nog een aantal mislukte singles samen, gaven de Gosdin Brothers het op. Ze stopten een paar jaar met muziek en probeerden vervolgens een solocarrière te beginnen. Vern was veel succesvoller dan Rex. Hoewel hij meer dan vijftig jaar oud was, maakte hij tijdens de jaren 1980 verschillende nummer één-hits.

## Discografie

### Albums
- 1967: Gene Clark with the Gosdin Brothers (met Gene Clark)
- 1968: Sounds of Goodby
- 2003: Sounds of Goodby (compilatie)

### Singles
- 1959: A Lonely, Lonesome Street
- 1966: To Ramona
- 1966: Love at First Sight
- 1967: One Hundred Years from Now
- 1967: Hangin’ On / Multiple Heartaches
- 1968: She Still Wishes I Were You
- 1968: Sounds of Goodbye / The Victim
- 1969: Till the End
- 1969: My Love Keeps Reaching Out for You
- 1971: I Remember
- 1973: You Love Me Just Enough (To Keep Me Loving You)